# 실리바둑
실리바둑은 세력을 허용하는 대신 귀와 변을 중심으로 형세를 유리하게 이끌어 실리를 얻는 바둑이다.